# Saih Shua'alah
Saih Shua’alah (in arabo سيح شعيلة‎?), o Saih Shuaelah, è una comunità dell'Emirato di Dubai, negli Emirati Arabi Uniti. Amministrativamente fa parte del Settore 9 e si trova nella zona meridionale di Dubai.

## Territorio
Il territorio della comunità occupa una superficie di 69,5 km² che si sviluppa in un'area non urbana nella zona meridionale di Dubai, chiamata Madinat Al Qudra, al confine con l'Emirato di Abu Dhabi.
L'area è delimitata a nord dalla comunità di Saih Al Dahal, ovest da quelle di Al O’shoosh e a sud dalla regione di Al Ain (regione orientale) di Abu Dhabi e a est dalla comunità di Al Fagaa.
Il territorio è completamente desertico e ricade integralmente nella zona meridionale della Riserva di conservazione del deserto di Al Marmoom. Esso costituisce la punta nord-orientale del Rub' al-Khali (letteralmente "il quartiere vuoto") il deserto sabbioso più grande del mondo che occupa una gran parte della zona meridionale della penisola arabica. L'intero territorio è parte di un bacino sedimentario che si estende lungo un asse da sud-ovest a nord-est attraverso la piattaforma araba. Gli abitat sono formati da sabbia che ricopre pianure di ghiaia o gesso e dune che raggiungono altezze massime di 250 m.
Le temperature medie oscillano fra i 35,5 °C di luglio-agosto ai 18-20 °C di dicembre-gennaio, con punte massime oltre i 42 °C del periodo estivo.
Nell'area non vi sono insediamenti permanenti e, a parte alcuni sentieri rurali, non vi sono strade significative che attraversano il territorio. L'unica strada importante nelle vicinanze è la Al Faqaʻ Road (E 14) che corre presso il bordo meridionale della comunità lungo il confine con la Municipalità di Al Ain di Abu Dhabi.
L'area non è attualmente servita dalla Metropolitana di Dubai e non esistono al momento linee pubbliche di superficie che la attraversino.